# Tomás Alzamora
Tomás Alejandro Alzamora Muñoz (San Carlos, Chile, 31 de octubre de 1989) es un director de cine, guionista, montajista, y rapero chileno, conocido por dirigir las películas La mentirita blanca (2017) y Denominación de origen (2024). Además, de dirigir videos musicales para Ana Tijoux, Joe Vasconcellos, Drefquila, Jota Droh, Pablo Chill-e, Yung Beef, Cookin Soul, Moral Distraída, entre otros.

## Biografía
Nacido en San Carlos, Chile, grabó y produjo su primer álbum de rap a los 12 años. En 2007 emigró a Francia donde tuvo su primer acercamiento al cine donde es parte de la realización de un cortometraje de rap financiado por el estado francés llamado “Beat Hume”, participando como guionista, camarógrafo y actor.
En el año 2010, inició sus estudios de Cine en la Universidad de las Artes, Ciencias y Comunicación, UNIACC, especializándose en dirección, dirección de fotografía y montaje. En ese mismo año creó y animó el primer programa de televisión en línea en Chile llamado Rap Planet TV. Paralelamente grabó videos para connotados artistas chilenos como Ana Tijoux, Joe Vasconcellos, Pablo Chill-E, Yung Beef, entre otros y al mismo tiempo se desarrolló como Hype man y Dj del destacado rapero chileno Jonas Sanche.
En 2014, sin aún terminar sus estudios, destacó por la dirección de fotografía en Super 16 mm en el cortometraje “Las Cosas Simples”, ganador del Grand Prix en el Clermont-Ferrand International Short Film Festival.
En 2017 estrenó en el Festival Internacional de Cine de Miami su primer largometraje: La Mentirita Blanca, protagonizado por Rodrigo Salinas, Catalina Saavedra, Ernesto Meléndez y Daniel Antivilo, obteniendo el premio al mejor guion.
En 2019 fundó el Festival de Cine Nacional de Ñuble, siendo su director desde entonces.
El 2019 obtiene el premio al mejor cortometraje documental en el Festival Inedit Chile con ALGO ESTÁ PASANDO. 
En 2022 estrena su cortometraje ficción POR UNOS CABALLOS obteniendo el premio Warner Media.
En 2024 estrena su segundo largometraje Denominación de Origen.

## Filmografía

### Cortometrajes
- 2011: Fak! (Guionista y Director)
- 2013: Chalecos de Colores (Productor y Director de fotografía)
- 2015: Las cosas simples (Director de fotografía)
- 2019: Algo está pasando (Director)
- 2022: Por unos Caballos (Director y guionista)

### Largometrajes:
- 2017: La Mentirita blanca (Director, guionista y montajista)
- 2023: Historia y Geografia (Productor y asistente de dirección)
- 2024: Denominación de Origen (Director, guionista y montajista)

### Vídeos musicales
1. 2010: Borderline - No hay más.
2. 2012: Elixir de Beat - Solo en la Ciudad.
3. 2013: Jonas Sanche – Sigo Siendo Nadie
4. 2013: Flowhuana y Ceaese – Zombies, Santiago de Chile.
5. 2013: Ana Tijoux – No al TPP.
6. 2013: Jonas Sanche y Pedro Armestyle Swap Vol. 1
7. 2013: Portavoz y Matiah Chinaski- Swap Vol. 2
8. 2014: Jonas Sanche - Infinito
9. 2015: Chopico – Tiempos Difíciles
10. 2016: Jonas Sanche, Lil Supa y Rial Guawankó - Penumbras
11. 2017: Liricistas – Rap Para Cenar
12. 2017: Joe Vasconcellos & Moral Distraída – La Funa
13. 2018: Dref Quila – Olvida el Miedo
14. 2018: Nfx Y Rolando Fino - OBDC
15. 2019: Jonas Sanche y Lil Supa – That Cinematik
16. 2019: Jamez Manuel - Mujeres
17. 2019: Jonas Sanche, Lord Sucio y T&K – Believe Me
18. 2019: Mambo Solo – La Diáspora Africana
19. 2019: Tomasa del Real – Brujería
20. 2020: Drefquila y Tommy Boysen - Jenner
21. 2021: Moral Distraída – Baile Sudaca
22. 2021: Portavoz y Lord Sucio – N.S
23. 2021: Banda Plumas – Like
24. 2021: Rayo y Marco Polo - La Creme
25. 2022: Chumbekes y Pollo González – De Mañanita
26. 2023: Pablo Chill E ft Pailita - Carita Triste
27. 2023: Movimiento Original - Sobre el Aire.
28. 2023: Pablo Chill E ft Yung Beef & Cookin soul
29. 2024: Dj TEE ft Movimiento Original - Soy Todo
30. 2024: Pablo Chill E - LGTLL
31. 2024: Pablo Chill E - Gitana
32. 2024: Pablo Chill E - Carita Triste

1. Underghetto - Apareciendo (Ft Manudread)
2. Awaite Style
3. Como Batman y Robin (ft CMSFLAP)
4. He Vuelto
5. Traslacity
6. Kesfkejousla
7. The Emigrant

## Distinciones
- Mejor Guion Festival Internacional de Cine de Miami / Jordan Alexander Ressler Screenwriting Award (USA, 2017)[14]

- 10 Chilean Directors to Watch Variety / (USA, 2018)[15]

- Mejor cortometraje documental por "Algo Está pasando" en In-edit Festival[16]
- Mejor Director BAFICI 2025 por "Denominación de Origen"
- Premio del Público Festival Internacional de Cine de Valdivia 2024  por "Denominación de Origen"
- Premio especial del jurado Festival Internacional de Cine de Valdivia 2024  por "Denominación de Origen"
- Mejor Largometraje FECICH 2025 por "Denominación de Origen"
- Premio especial de la prensa FECICH 2025 por "Denominación de Origen"

## Reconocimientos
- Selección Oficial Festival Internacional de Cine de Santander (Colombia, 2017)
- Selección Oficial Festival Internacional de Cine de Quito (Ecuador, 2017)
- Selección Oficial Festival de Cine latino de San Francisco (USA, 2017)
- Selección Oficial Festival Internacional de Cine de Varsovia (Polonia, 2017)
- Ventana del Cine Chileno Festival Internacional de Cine de Valdivia (Chile, 2017)
- Muestra Central Festival de Cine de La Serena (Chile, 2017)
- Selección Oficial Festival de Cine por La Transparencia, (Costa Rica, 2017)
- Muestra Central Bolivia LAB (Bolivia, 2017)
- Muestra Central Festival de Cine de Los Andes y San Felipe (Chile, 2017)
- Muestra Central Festival de Cine de Ovalle (Chile, 2017)
- Selección Oficial Fajr Festival Internacional de Cine de Fajr (Tehran, Iran 2018)
- Premio del Público, Hecho en Chile, Bio Bio Cine (Chile, 2018)
- Mejor Película, Festival Internacional Construir Cine (Argentina, 2018)
- Mejor Actriz de reparto a Catalina Saavedra, Premios Caleuche (Chile, 2018)
- Muestra Central Festival de Cine de Rancagua (Chile, 2018)
- Muestra Central Festival de Cine de Rengo (Chile, 2018)
- Muestra Fuera de competencia Festival Arica Nativa (Chile, 2018)
- Selección oficial Ljubljana International Film Festival (Eslovenia, 2018)
- Selección oficial Festival Linarense de Cine Nacional (Chile, 2018)
- Selección oficial Tucumán Cine (Argentina, 2018)
- Selección Oficial Indie Pasión Film Festival (USA, 2018)
- Muestra Central Festival de Cine de Ñuble (Chile, 2019)